# Буковець-Зелинський
Буковець-Зелинський (хорв. Bukovec Zelinski) — населений пункт у Хорватії, у Загребській жупанії у складі міста Светий Іван-Зелина.

## Населення
Населення за даними перепису 2011 року становило 413 осіб.
Динаміка чисельності населення поселення:

## Клімат
Середня річна температура становить 10,54 °C, середня максимальна – 24,75 °C, а середня мінімальна – -5,86 °C. Середня річна кількість опадів – 866 мм.
| Клімат поселення                              | Клімат поселення | Клімат поселення | Клімат поселення | Клімат поселення | Клімат поселення | Клімат поселення | Клімат поселення | Клімат поселення | Клімат поселення | Клімат поселення | Клімат поселення | Клімат поселення | Клімат поселення |
| Показник                                      | Січ.             | Лют.             | Бер.             | Квіт.            | Трав.            | Черв.            | Лип.             | Серп.            | Вер.             | Жовт.            | Лист.            | Груд.            |                  |
| Середній максимум, °C                         | 6,13             | 7,98             | 12,35            | 16,68            | 21,63            | 24,75            | 23,84            | 23,25            | 19,30            | 14,12            | 8,73             | 4,77             |                  |
| Середня температура, °C                       | 0,12             | 2,02             | 6,35             | 10,69            | 15,62            | 18,77            | 20,32            | 19,73            | 15,79            | 10,60            | 5,20             | 1,25             |                  |
| Середній мінімум, °C                          | −5,86            | −3,98            | 0,38             | 4,70             | 9,64             | 12,78            | 16,82            | 16,22            | 12,28            | 7,09             | 1,70             | −2,26            |                  |
| Норма опадів, мм                              | 48               | 46               | 57               | 67               | 76               | 96               | 79               | 87               | 81               | 82               | 85               | 62               |                  |
| Середньомісячна швидкість вітру, м/с          | 1.86             | 2.06             | 2.47             | 2.35             | 2.20             | 2.00             | 1.90             | 1.76             | 1.76             | 1.80             | 1.90             | 1.90             |                  |
| Середньомісячна сонячна радіація, кДж/м²·день | 4097             | 6905             | 10510            | 14891            | 19046            | 20948            | 21752            | 19063            | 14123            | 8749             | 4523             | 3302             |                  |
| --------------------------------------------- | ---------------- | ---------------- | ---------------- | ---------------- | ---------------- | ---------------- | ---------------- | ---------------- | ---------------- | ---------------- | ---------------- | ---------------- | ---------------- |
| Джерело:                                      |                  |                  |                  |                  |                  |                  |                  |                  |                  |                  |                  |                  |                  |